# Tintin in modre pomaranče
Tintin in modre pomaranče (francosko Tintin et les Oranges bleues) je francoski film iz leta 1964 v režiji Philippa Condroyerja, z glavno vlogo Jeana-Pierre Talbota v upodobitvi Tintina. Bil je drugi igrani film z izvirno zgodbo, ki temelji na junakih iz serije stripov Tintin in njegove pustolovščine, belgijskega karikaturista Hergéja. Priložena različica knjige je v fotografijah in besedilu, ne pa v običajnem stripovskem slogu.
Izraz "modra pomaranča" je med Francozi zmerno priljubljena metafora, prvotno pa jo je navdihnil nenavaden citat Paula Éluarda "Zemlja je modra kot pomaranča" kot referenca na barvo sadja, ko gnije.

## Zgodba
Profesor Sončnica na (črno-beli) televiziji oddaja poziv za pomoč pri odpravi lakote po svetu. Prejme veliko pisem in paketov, med njimi pa je modra pomaranča, ki lahko raste v puščavskih razmerah (in sveti v temi) od profesorja Zalamea, vendar zraven ni priloženega nobenega pojasnila. Tiste noči dva tatova vdreta v dvorec Moulinsart in ukradeta modro pomarančo. Brez druge izbire se profesor s Tintinom, kapitanom in Švrkom odpravi v Valencijo (posneto v Burjassotu, v Simat de la Valldigna v samostanu Santa María de la Valldigna, Gandia in Xàtiva).
Ob prihodu ugotovijo, da profesor ni prisoten na haciendi, srečajo pa njegovega bratranca. Profesorja Sončnico ugrabijo, da pomaga Zalameu pri izpopolnjevanju modre pomaranče, ki lahko z nevtronskim obstreljevanjem dozori v samo petih dneh. Žal pa imajo pomaranče okus grenkega in slanega, zaradi česar so neužitne.
Tintin se spoprijatelji z lokalnim fantom, ki ga odpelje v svoje skrivališče tolpe, kjer ugotovi, da je bil fant, ki naj bi odnesel paket na pošto za Zalamea napadel moški s tetovažo modrega zmaja na roki. Petek in Svetek se pojavita iz Interpola in preiskujeta Zalameovo izginotje ter doživita nesrečni incident z bikom.
Tamkajšnji fantje najdejo Fernanda, moža s tetovažo, Tintin in kapitan pa odideta v njegov hotel. Tintin vdre skozi ključavnico in stopi v njegovo sobo, in ko se Fernando vrne, ga posluša, da na radiu, ki ga je vodil, govori o rendez-vous-u. Tintin in kapitan sledita Fernandu, vendar sta pahnjena v nezavest in odpeljana.
Petek in Svetek se prijavita v hotel, toda zlikovci ju prevarajo, saj v svojih sobah uporabijo dvojnike. Tintin in kapitan prideta nazaj k zavesti, vendar se znajdeta v silosu za žito, reši ju Švrk, ki v silo spusti vrv. Nazaj v mestu jih zasleduje policija, ki jih preganja po vsem trgu. Tintin in Haddock pobegneta zahvaljujoč Bianci Castafiore. Po nepričakovanem obisku delegacije gostujočega Emira Sakalija se Tintin in Haddock ponovno srečata s svojimi mladimi prijatelji. Odločita se, da se bosta prikradla nazaj v haciendo profesorja Zalamee, da bi preverila nekaj novih informacij, vloge Esposita (Zalameovega služabnika) pri ugrabitvi. Potem ko sta živali, s privezano repo na repih uspešno uporabila kot distrakcijo, Tintin in Haddock v Espositovi sobi najdeta radio, ki je enak Fernandovemu, kar dokazuje njegovo vpletenost. Haddockova odločitev, da popije viski Esposita, ju po naključju privede do odkrivanja tajnih dokumentov Zalamee in njegovih lastnih sumov o identiteti njegovih sovražnikov.
V skrivališču zlikovcev profesorja uspeta oddajati sporočilo z njuno lokacijo. Esposito posluša radio in odhiti, da obvesti svojega šefa. Na srečo sporočilo slišita tudi Tintin in Haddock in se odpravita na pot. Esposito je po kratkem boju premagan, a profesorjev ni nikjer. Novi ugrabitelji očitno niso imeli nobene koristi za dvojčka Petka in Svetka, saj sta odkrila da sta še vedno zvezana (v kapitanov užitek). Švrk odkrije agal, ki pripada enemu od arabskih ugrabiteljev, Tintin pa spozna, da je bil bogati emir Sakali (ki je že v filmu dvoril Bianci Castafiore) isti človek kot arabski sovražnik, ki ga je opisal profesor Zalamea.
Jahta bogatega emirja Sakalija je privezana v pristanišču, zato Tintin in kapitan poskušata rešiti profesorje. Na žalost so profesorja drogirala, njuni glasni glasovi pa sprožijo alarm, Tintina in Haddocka pa ujame emir. Pobegneta in pride do pretepa, ko se prikaže horda otrok (katere opozori Švrk). Zlikovci se vržejo v morje, emir je ujet in naposled prispe tudi policija.
Vse se izkaže dobro in spet so v dvorcu Moulinsart za praznovanje in fotografije. Objavijo, da upajo, da bodo pomaranče izpopolnili v 10 letih in se tudi v puščavi naučili gojiti pšenico, krompir, jajčevce itd. Ravno takrat se Petek in Svetek pripeljeta v svojem avtomobili, se zaketita in končata v vodnjaku. Konec.

## Igralska zasedba
- Jean Bouise kot Haddock
- Jean-Pierre Talbot kot Tintin
- Félix Fernández kot profesor Sončnica
- Jenny Orléans kot Bianca Castafiore
- Ángel Álvarez kot profesor Zalamea
- Max Elloy kot Nestor
- Franky François kot Petek
- André Marié kot Svetek
- Pedro Mari Sánchez kot Pablito
- Salvador Beguería kot Francesito
- Pierre Desgraupes igra sebe